# غراهام نيوتن
غراهام نيوتن (بالإنجليزية: Graham Newton)‏ (22 ديسمبر 1942 في المملكة المتحدة - 25 فبراير 2019) هو مدرب كرة قدم ولاعب كرة قدم بريطاني في مركز الهجوم. لعب مع بورت فايل وكوفنتري سيتي ونادي بلاكبول ونادي بورنموث ونادي ريدنغ ونادي والسول ووولفرهامبتون واندررز ونادي هدنسفورد تاون ونادي ووستر سيتي وأتلانتا تشيفز ونادي ستوربريدج.

## وصلات خارجية
- غراهام نيوتن على موقع قاعدة بيانات كرة القدم.إي يو (الإنجليزية)